# César Miranda

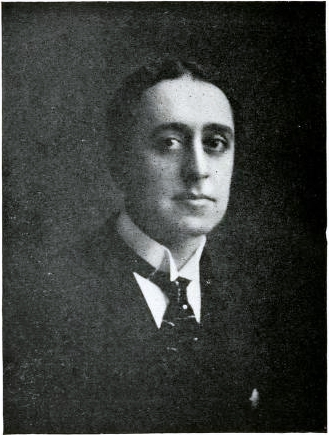
César Miranda (1921)

César Miranda (* 21. November 1884 in Salto; † 1962) war ein uruguayischer Politiker und Schriftsteller.
Miranda wurde als Sohn des Julian Miranda und der Rosa Chaves in der nordwesturuguayischen Stadt Salto geboren und besuchte in Montevideo die Universität. Der promovierte Miranda, von Beruf Rechtsanwalt, schrieb unter dem Pseudonym Pablo de Grecia.
Er gehörte der Partido Colorado an und war als Repräsentant des Departamento Salto Mitglied der am 30. Juli 1916 gewählten Asamblea Nacional Constituyente, der verfassungsgebenden Versammlung. In der 25. und 26. Legislaturperiode hatte er vom 15. Februar 1914 bis zum 14. Februar 1920 ein Mandat als Abgeordneter für Salto in der Cámara de Representantes inne. In der 27. Legislaturperiode vertrat er dort bis zum 25. Oktober 1920 das Departamento Montevideo. 1919 wirkte er dabei als Präsident der Abgeordnetenkammer und war dort Nachfolger von Domingo Arena, unter dem er in den beiden Vorjahren das Amt des Ersten Vizepräsidenten wahrgenommen hatte. Vom 10. Februar 1943 bis zum 10. Februar 1947 war er Mitglied der Cámara de Senadores.